# إيفانا ميليسيفيتش
إيفانا ميليسيفيتش (بالإنجليزية: Ivana Miličević)‏ ولدت 26 أبريل 1974 ممثلة وعارضة أمريكية.

## روابط خارجية
- إيفانا ميليسيفيتش على موقع IMDb (الإنجليزية)
- إيفانا ميليسيفيتش على موقع ألو سيني (الفرنسية)
- إيفانا ميليسيفيتش على موقع ميوزك برينز (الإنجليزية)
- إيفانا ميليسيفيتش على موقع أول موفي (الإنجليزية)
- إيفانا ميليسيفيتش على موقع قاعدة بيانات الأفلام السويدية (السويدية)
- إيفانا ميليسيفيتش على موقع إن إن دي بي (الإنجليزية)
- إيفانا ميليسيفيتش على موقع قاعدة بيانات الفيلم (الإنجليزية)
- إيفانا ميليسيفيتش على موقع كينوبويسك (الروسية)